# Decret asupra păcii

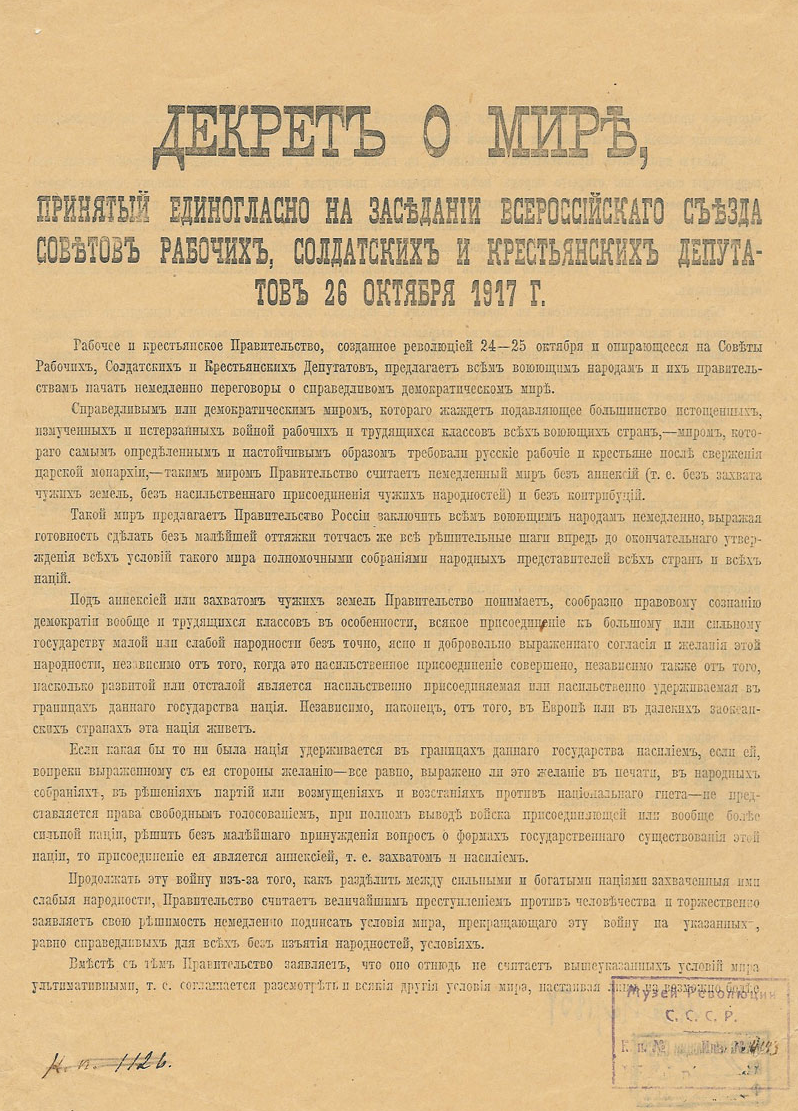
Decretul asupra păcii, facsimil

Decretul asupra păcii (în rusă Декрет о мире/ Dekret o mire),  scris de Vladimir Ilici  Lenin, a fost adoptat la cel de-al doilea Congres al Sovietelor, Muncitorilor, Soldaților, Deputaților și Țăranilor din 26 octombrie 1917, desăvârșind cu succes Revoluția din Octombrie.
Este actul fondator al noii ordini proletare. A fost publicat în ziarul Izvestia la 27 octombrie 1917, și cerea printre altele ieșirea separată din primul război mondial
„”—Lenin a citit seara faimosul "Decret asupra păcii", prin care se adresă puterilor beligerante pentru încheierea imediată a păcii, fără anexiuni teritoriale și despăgubiri, garantând fiecărui popor dreptul la autodeterminare. A urmat decretul asupra pământului "(preluat din programul social-democraților)" care prevedea "socializarea terenurilor agricole într-un regim de asociere. Inițial. Lenin scrisese în textul declarațiilor sale "Trăiască socialismul". Gândindu-se că ar putea crea panică, s-a răzgândit și a tăiat aceste cuvinte.Boris Kricevski, corespondentul din Rusia al ziarului francez de stânga L’Humanite, scria la 5 zile după cele petrecute un reportaj cu titlul "O bandă de tâlhari pune mâna pe Rusia".în corespondența trimisă spre publicare afirma că "marea revoluție socialistă" a fost "un complot militar, executat de pretorienii bolșevici, formați din oameni trândavi, desfrânați, toți stricații din Petrograd, ajutați de câțiva militari și de câteva mici unități ale flotei din Baltica, devotați bolșevicilor."La ceea ce mai târziu va fi numit "revoluția din octombrie", locuitorii Petrogradului au reacționat atunci cu indiferență. Despre "participarea maselor", însuși Troțki recunoscuse în ziarul Izvestiia că "locuitorii orașului dormeau liniștiți, habar neavând că în acel moment o noua putere lua locul celei de până acum.